# Trnovo
|  | No s'ha de confondre amb Trnava. |

Trnovo és un poble i municipi d'Eslovàquia que es troba a la regió de Žilina, al centre-nord del país.

## Demografia
| Godina             | 1994 | 2004    | 2014    | 2024   |
| ------------------ | ---- | ------- | ------- | ------ |
| Nombre de persones | 197  | 217     | 261     | 269    |
| Diferència         |      | +10,15% | +20,27% | +3,06% |

| Godina             | 2023 | 2024   |
| ------------------ | ---- | ------ |
| Nombre de persones | 270  | 269    |
| Diferència         |      | −0,37% |